# T. Rex

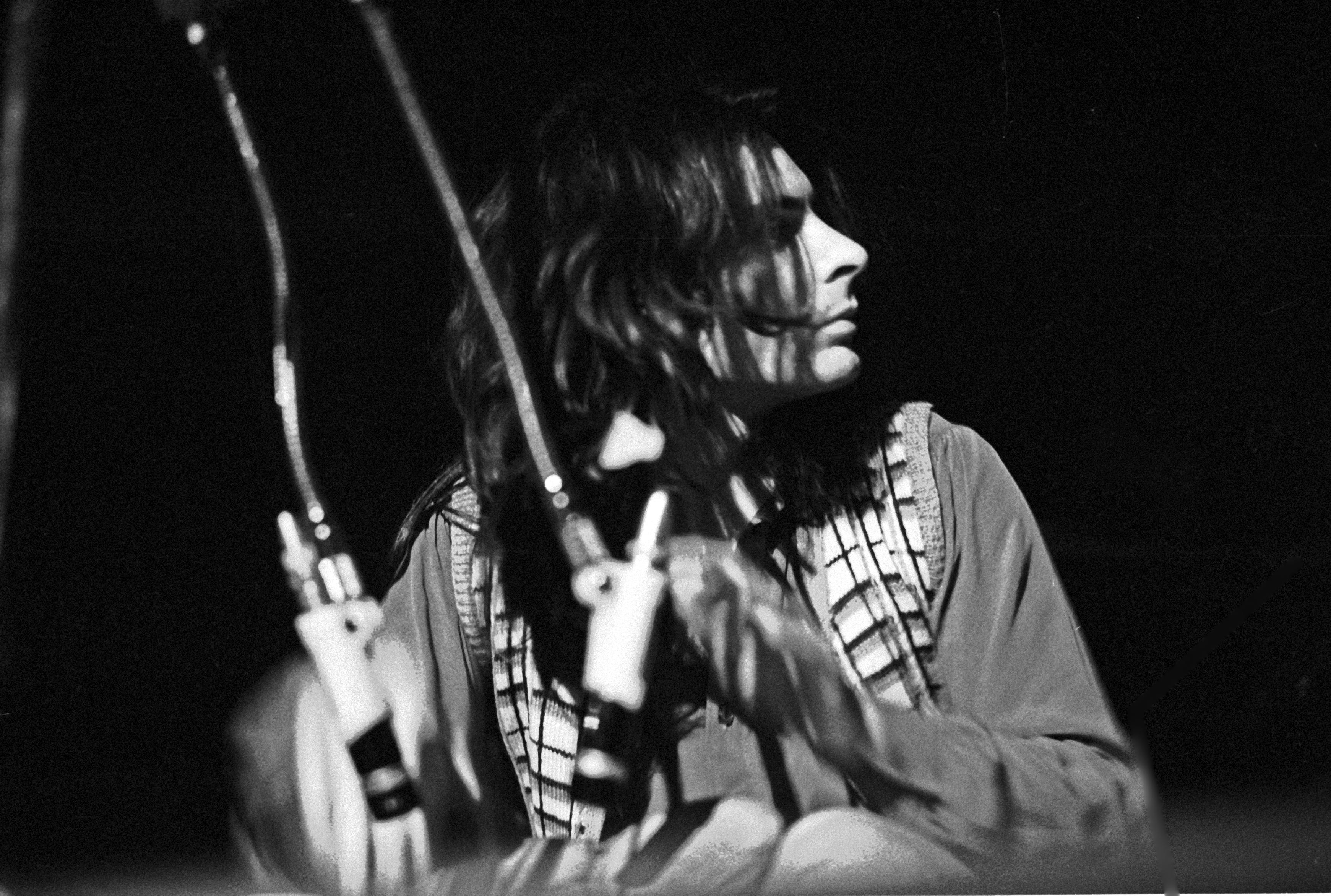
Mickey Finn

T. Rex (oorspronkelijk Tyrannosaurus Rex, ook geschreven als T Rex of T-Rex) was een Britse rockband uit de jaren zestig en zeventig van de twintigste eeuw, opgericht door singer-songwriter en gitarist Marc Bolan. T. Rex wordt beschouwd als een van de eerste en belangrijkste glamrockbands. De simpele popstructuur van de band is van grote invloed gebleken op de latere hardrock, punk en new wave.

## Tyrannosaurus Rex
In 1967 richt Bolan samen met percussionist Steve Peregrin Took (de artiestennaam komt van een personage uit de In de ban van de ring-trilogie) in Londen een folkband op, genaamd Tyrannosaurus Rex. De eerste paar jaren staat de band voornamelijk bekend als een hippiegroep met komische psychedelische teksten. Bij optredens zit Bolan op een kleedje met een akoestische gitaar; Took begeleidt hem op bongo's. Bolans vroegere manager Simon Napier-Bell maakt wat opnamen met hen, maar ziet weinig perspectief in hun muziek. In 1968 begint de band een samenwerking met producer Tony Visconti, die hun muziek op de plaat zet. Tyrannosaurus Rex brengt de eerste single Deborah uit en de eerste twee albums, My people were fair and had sky in their hair... But now they're content to wear stars on their brows en Prophets, seers & sages, the angels of the ages. De tweede single One Inch Rock, haalt de onderste regionen van de Britse top dertig. Een fan van het eerste uur is de diskjockey John Peel, die bijdragen levert aan het eerste en het derde album. Op allebei leest hij een verhaaltje voor.
Een van de hoogtepunten uit deze periode is een optreden bij een openluchtconcert in Hyde Park in Londen op 29 juni 1968, samen met Pink Floyd, Roy Harper en Jethro Tull. Tyrannosaurus Rex treedt ook op bij Lowlands 1968 in Utrecht, alweer samen met Pink Floyd.
Met Took neemt Bolan nog het album Unicorn op, maar na een rampzalige tournee door de Verenigde Staten gaan de twee uit elkaar. De single King of the rumbling spires, ongeveer tegelijk met Unicorn geproduceerd, is de eerste single van de band die is opgenomen met een elektrische gitaar. Voor het vierde album A beard of stars wordt Took vervangen door Mickey Finn. In 1969 brengt Bolan het poëzieboek The warlock of love uit. Het boek wordt, dankzij een trouwe groep volgelingen die de band in drie jaar heeft opgebouwd, een bestseller.

## T. Rex
In 1970 wordt de naam van de band ingekort tot T. Rex en ontwikkelt de band zich van de hippiefolk af richting door pop en rock-'n-roll beïnvloede rockmuziek: de band maakt meer gebruik van elektrische gitaren en de teksten zijn meer seksueel getint. De band treedt in de zomer op op het Holland Pop Festival en brengt op het Europese vasteland de single By the light of the magical moon uit, die flopt. De eerste echte grote hit Ride a white swan bereikt eind dat jaar de tweede plaats in de Britse hitlijsten, en eind dat jaar wordt het nieuwe album T. Rex uitgebracht. Bassist Steve Currie en drummer Bill Legend worden aan de band toegevoegd. In deze bezetting brengt de band de single Hot Love uit, die in het Verenigd Koninkrijk zes weken op nummer één staat en ook in andere landen een grote hit wordt. De single wordt opgevolgd door het eveneens zeer populaire Get it on. In de herfst van dat jaar wordt het tweede album Electric warrior onder de naam T. Rex uitgebracht, waarop de voltallige band voor het eerst te horen is (overigens zou jaren later van bijeengemixte oude opnamen van Bolan het unplugged album Acoustic warrior worden gefabriceerd).
Tijdens optredens met de band geeft Bolan steeds meer aandacht aan het uiterlijk vertoon. Hij gaat make-up dragen, te beginnen met glitters op zijn gezicht. Het moment dat Bolan glitters op zijn gezicht gaat dragen tijdens een optreden in Top of the Pops in maart 1971 wordt over het algemeen beschouwd als het begin van de glamrock. Met het succes van de band weet T. Rex glamrock populair te maken onder een groot deel van de Europese jeugd.
Tijdens optredens trekt de band steeds meer publiek, voornamelijk tieners. De populariteit van de band neemt in Engeland proporties aan die vergelijkbaar zijn met de Beatlemania (en uiteindelijk de bijnaam "T. Rextacy" krijgt). Aldaar behaalt de band vier nummer 1-hits, maar in de rest van de wereld is de populariteit minder groot. Enkel de singles Hot love, Get it on en Jeepster (alle drie uit 1971) worden ook in Nederland Top 40-hits. Get it on is de enige single van de band die in de Verenigde Staten de Top-Tien weet te halen. De plaat wordt aldaar uitgebracht met de titel Bang a gong (Get it on), omdat de Amerikaanse groep Chase al een hit had met hun Get it on en wellicht ook vanwege de seksuele associaties die de oorspronkelijke titel met zich meebrengt.
In 1972 stapt Bolan over naar EMI en begint daar zijn eigen label T.Rex Wax Co. Hierop wordt het album The slider uitgebracht, met daarop de singles Telegram Sam en Metal guru, die beiden nummer 1-hits worden in het Verenigd Koninkrijk maar in de rest van de wereld minder succes hebben. Het album zelf is het best verkochte album van de band in de Verenigde Staten. In hetzelfde jaar wordt de band op de 'Motion Picture Soundtrack Born To Boogie' begeleid door Elton John en Ringo Starr.
Na de toptienhits Children of the revolution, Solid gold, easy action, 20th century boy en The groover neemt in de loop van 1973 het succes van de groep ook in het Verenigd Koninkrijk duidelijk af. De hitformule lijkt uitgewerkt en Bolan heeft privéproblemen en ontwikkelt een drankprobleem. De jeugd heeft inmiddels andere idolen ontdekt, onder wie Donny Osmond en David Cassidy. Daarnaast vertrok hij om belastingtechnische redenen uit het Verenigd Koninkrijk.
In 1974 verlaat Legend de band. Verscheidene andere bandleden worden lid van de band, waaronder zangeres Gloria Jones (bekend van onder meer de oorspronkelijke versie van Tainted love), die Bolans vriendin wordt. De populariteit van de band is zoals al gezegd vanaf 1973 tanende - alleen Truck on (Tyke) en Teenage dream worden nog enigszins behoorlijke hits. Het dat jaar uitgebrachte album Zinc alloy and the hidden riders of tomorrow weet geen succes te worden, en Bolan verbreekt zijn samenwerking met producer Visconti. Begin 1975 verlaat Finn, lid sinds 1969, de band. Het datzelfde jaar uitgebrachte album Bolan's zip gun weet geen hitalbum te worden. New York City wordt echter een onverwacht grote hitsingle in de zomer.
In 1976/1977 klimt de band uit het dal. I love to boogie wordt in 1976 de laatste top twintig-hit van de band in het Verenigd Koninkrijk en het in 1977 uitgebrachte album Dandy in the underworld weet een bescheiden hit te worden. Bolan krijgt zijn eigen televisieshow, Marc, op ITV, waarin artiesten als David Bowie en Generation X een gastoptreden geven.
Op 16 september 1977 raken Bolan en Gloria Jones betrokken bij een auto-ongeluk. De auto, bestuurd door Jones, botst tegen een boom aan en Bolan is op slag dood. Jones overleeft het ongeluk en vlucht met hun zoontje Rolan naar de Verenigde Staten. Op de plaats van het ongeval richten fans een gedenkplaats in, Bolan’s Rock Shrine.
Na de dood van Bolan wordt T. Rex ontbonden. In 1997, twintig jaar later, vormt Mickey Finn een eigen versie van T. Rex, Mickey Finn’s T. Rex, met een repertoire van oude nummers van T. Rex. Finn is inmiddels overleden, maar die groep bestaat nog steeds.
In 1996 sampled de Duitse producer Wolfgang Voigt het nummer Life's a Gas op een album dat ook die naam draagt.
Het in 1980 uitgebrachte compilatiealbum The unobtainable T. Rex bevat nooit eerder uitgebracht materiaal. De fanclub heeft alle rechten van het materiaal van Bolan opgekocht en brengt al jaren onontdekt materiaal uit op het label Marc on Wax. In 1985 wordt T. Rex Megamix een wereldwijde clubhit. In 1992 wordt 20th century boy gebruikt in een reclamespot van jeansmerk Levi's en in 2013 "Get it on" in een spotje voor alcoholvrij bier.
In 2012 verschijnt het album Electric warrior als Deluxe edition op dubbel-cd met tal van bonustracks, bestaande uit A- en B-kantjes, alternatieve mixen, promo's en demo's.

## Discografie

### Albums
| Album met eventuele hitnotering(en) in de Nederlandse Album Top 100                                   | Datum van verschijnen | Datum van binnenkomst | Hoogste positie | Aantal weken | Opmerkingen                    |
| --- | --------------------- | --------------------- | --------------- | ------------ | ------------------------------ |
| My people were fair and had sky in their hair... but now they're content to wear stars on their brows | 1968                  |                       |                 |              | Tyrannosaurus Rex              |
| Prophets, seers & sages – the angels of the ages                                                      | 1968                  |                       |                 |              | idem                           |
| Unicorn                                                                                               | 1969                  |                       |                 |              | idem                           |
| A beard of stars                                                                                      | 1970                  |                       |                 |              | idem                           |
| T. Rex                                                                                                | 1970                  | 5-6-1971              | 50              | 4            | T. Rex                         |
| Electric warrior                                                                                      | 1971                  |                       |                 |              | idem                           |
| The slider                                                                                            | 1972                  |                       |                 |              | idem                           |
| Tanx                                                                                                  | 1973                  |                       |                 |              | idem                           |
| Zinc alloy and the hidden riders of tomorrow                                                          | 1974                  |                       |                 |              | Marc Bolan & T. Rex            |
| Light of love                                                                                         | 1974                  |                       |                 |              | idem                           |
| Bolan's zip gun                                                                                       | 1975                  |                       |                 |              | T.Rex                          |
| Futuristic dragon                                                                                     | 1976                  |                       |                 |              | idem                           |
| Dandy in the Underworld                                                                               | 1977                  |                       |                 |              | idem                           |
| Electric warrior                                                                                      | 2012                  |                       |                 |              | Deluxe edition met bonustracks |

### Singles
| Single met eventuele hitnotering(en) in de Nederlandse Top 40 | Datum van verschijnen | Datum van binnenkomst | Hoogste positie | Aantal weken | Opmerkingen |
| ------------------------------------------------------------- | --------------------- | --------------------- | --------------- | ------------ | ----------- |
| Ride a white swan                                             |                       | 9-1-1971              | tip             |              |             |
| Hot love                                                      |                       | 24-4-1971             | 11              | 8            |             |
| Get it on (Bang a gong)                                       |                       | 21-8-1971             | 15              | 5            |             |
| Jeepster                                                      |                       | 4-12-1971             | 28              | 5            |             |
| Telegram Sam                                                  |                       | 19-2-1972             | tip             |              |             |
| Metal guru                                                    |                       | 20-5-1972             | tip             |              |             |
| Children of the revolution                                    |                       | 7-10-1972             | tip             |              |             |
| Solid gold easy action                                        |                       | 23-12-1972            | tip             |              |             |
| 20th century boy                                              |                       | 17-3-1973             | tip             |              |             |

### NPO Radio 2 Top 2000
| Nummers met noteringen in de NPO Radio 2 Top 2000 | '99  | '00  | '01  | '02  | '03  | '04  | '05  | '06  | '07 | '08  | '09  | '10  | '11 | '12  |
| ------------------------------------------------- | ---- | ---- | ---- | ---- | ---- | ---- | ---- | ---- | --- | ---- | ---- | ---- | --- | ---- |
| Get It On                                         | 1339 | 1060 | 1172 | 1224 | 1641 | 1705 | 1527 | 1692 | -   | 1836 | 1885 | 1899 | -   | 1744 |
| Hot Love                                          | -    | 1379 | 1546 | 1843 | -    | -    | -    | -    | -   | -    | -    | -    | -   | -    |

1. ↑  Een '-' betekent dat het nummer niet was genoteerd en een vetgedrukt getal geeft de hoogste notering van een nummer aan.
2. ↑  Deze tabel is bijgewerkt tot en met de laatste editie (2024).

## Groepsbezetting
| Tyrannosaurus Rex (1967 - 1969) | - Marc Bolan - gitaar, leadzang - Steve Peregrin Took - drums                                                                                              |
| Tyrannosaurus Rex (1969 - 1970) | - Marc Bolan - gitaar, leadzang - Mickey Finn - drums |
| T. Rex (1970 - 1973)            | - Marc Bolan - gitaar, leadzang - Steve Currie - basgitaar - Mickey Finn - drums - Bill Legend - drums                                                     |
| T. Rex (1973 - 1974)            | - Marc Bolan - gitaar, leadzang - Jack Green - gitaar - Steve Currie - basgitaar - Mickey Finn - drums - Bill Legend - drums - Gloria Jones - keyboards    |
| T. Rex (1974 - 1975)            | - Marc Bolan - gitaar, leadzang - Steve Currie - basgitaar - Mickey Finn - drums - Davy Lutton - drums - Gloria Jones - keyboards - Dino Dines - keyboards |
| T. Rex (1975 - 1976)            | - Marc Bolan - gitaar, leadzang - Steve Currie - basgitaar - Davy Lutton - drums - Gloria Jones - keyboards - Dino Dines - keyboards                       |
| T. Rex (1976 - 1977)            | - Marc Bolan - gitaar, leadzang - Miller Anderson - gitaar - Herbie Flowers - basgitaar - Tony Newman - drums - Dino Dines - keyboards                     |